# Adolfo Linvel
Adolfo Emina (Buenos Aires, 1 de enero de 1911-Buenos Aires, 8 de julio de 1986), más conocido como Adolfo Linvel, fue un actor argentino.

## Carrera
Debutó en teatro en 1933 en la compañía de Blanca Podestá. Inició su carrera cinematográfica en Héroes sin fama en 1940, de Mario Soffici, luego actuó en 42 películas más, entre ellas Albéniz, con Pedro López Lagar, La vida color de rosa, Mi novia el..., con Alberto Olmedo, entre otras.
Desde los años cuarenta compuso con asiduidad personajes de mayordomos y mucamos, como en Soñar no cuesta nada, Dios se lo pague, con Zully Moreno, Juan Globo, Deshonra, con Mecha Ortiz y Tren internacional, también encarnó a jueces y abogados como en Abuso de confianza, donde actuó con Olga Zubarry. Se convirtió en uno de los actores de reparto más importantes del cine en los años cuarenta y cincuenta y se destacó en televisión en los años sesenta y principios de los setenta. Acompañó a Tita Merello, Enrique Serrano y Nora Cullen en la obra teatral Carolina Paternóster en 1961.
En 1936 se casó con la actriz Julia Juárez, con quien tuvo una hija.
Fue suegro del cantante de tangos Roberto Goyeneche (1926-1994).

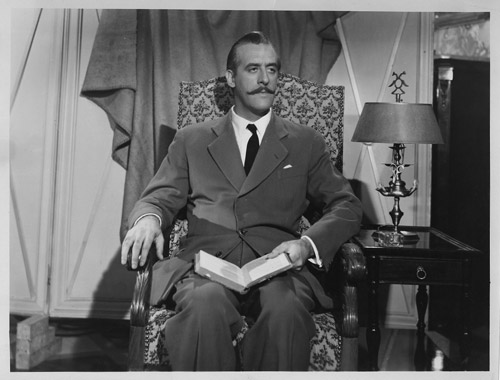
Adolfo Linvel en la película La gata (1947), dirigida por Mario Soficci.

Adolfo Linvel escribió la letra de la canción «Qué rabia que siento», y su yerno ―Roberto Goyeneche― le puso la música.
En 1977 la registraron en Sadaic (obra n.º 238.907).
El cantante de boleros Daniel Riolobos la grabó en su álbum El estilo sin edad (Cabal-LPL-9009).
Participó en cine, teatro en La visita de la anciana dama y en televisión, en ciclos como Los Campanelli, con la compañía de Menchu Quesada, que fue llevado al cine y al teatro, El clan de Balá, donde actuó junto a Carlos Balá, Blanca del Prado, entre otros. En 1979 realizó su última participación cinematográfica en Millonarios a la fuerza, de Enrique Dawi. Realizó sus últimos trabajos en la televisión.
Falleció el 8 de julio de 1986 de un cáncer a los 75 años en Buenos Aires. 

## Filmografía
- Isabelita (1940) (sin acreditar) .... Joyero
- El hijo del barrio (1940)
- Héroes sin fama (1940)
- Yo quiero morir contigo (1941)
- Soñar no cuesta nada (1941)
- Claro de luna (1942)
- Ponchos azules (1942)
- Una novia en apuros (1942)
- El comisario de Tranco Largo (1942)
- Bajó un ángel del cielo (1942)
- Santa Cándida (1945)
- Madame Sans-Gêne (1945)
- El tercer huésped (1946)
- No salgas esta noche (1946)
- El hombre que amé (1947)
- La gata (1947)
- Como tú lo soñaste (1947)
- La senda oscura (1947)
- Albéniz (1947)
- Rodríguez, supernumerario (1948)
- La Secta del trébol (1948)
- Dios se lo pague (1948)
- Almafuerte (1949)
- Juan Globo (1949)
- Una viuda casi alegre (1950)
- El zorro pierde el pelo (1950)
- Arroz con leche (1950)
- Abuso de confianza (1950)
- Cuando besa mi marido (1950)
- Valentina (1950)
- La barca sin pescador (1950)
- La campana nueva (1950)
- De turno con la muerte (1951)
- La indeseable (1951)
- La vida color de rosa (1951)
- Deshonra (1952)
- Tren internacional (1954)
- Mi viudo y yo (1954)
- Los hermanos corsos (1955)
- Los tallos amargos (1956)
- Bendita seas (1956)
- La bestia humana (1957)
- El negoción (1959)
- Mi esqueleto (1959)
- Sabaleros (1959) * Obras maestras del terror (1960)
- Culpable (1960)
- Hombre de la esquina rosada (1962)
- Patapúfete (1967)...Jefe ruso
- Cuando los hombres hablan de mujeres (1967)
- ¡Al diablo con este cura! (1967)
- El veraneo de los Campanelli (1971)
- El picnic de los Campanelli (1972)
- Mi novia el... (1975)
- Tiempos duros para Drácula  ... El enterrador (1977)
- Millonarios a la fuerza (1979)

## Televisión

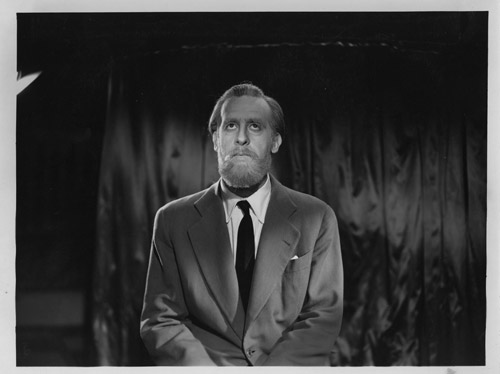
Adolfo Linvel en la película La gata (1947), dirigida por Mario Soficci.

- 1960: El fantasma de la ópera (miniserie), como gerente del teatro.
- 1960: Al caer la noche (miniserie).
- 1961: Arsenio Lupín (miniserie).
- 1961: ¿Es usted el asesino? (miniserie), como el detective.
- 1967: El clan Balá (serie).
- 1969: Los Campanelli (serie), como don Carmelo.
- 1974: El trapero.
- 1980: El solitario (miniserie).
- 1985: Rompecabezas (serie), como profesor.

## Teatro
- Con el loco era otra cosa, como el presidente Juan Domingo Perón; junto a Pedro Quartucci como el almirante Isaac Rojas.[5]

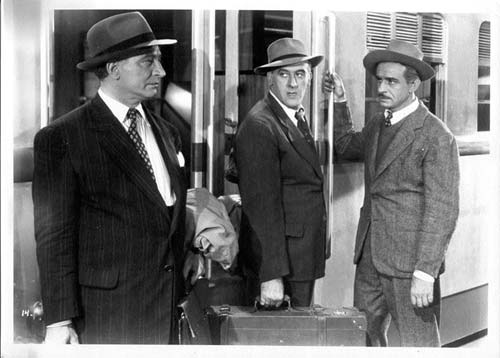
Actor desconocido, Adolfo Linvel y Pedro Quartucci en La campana nueva (1950).